# Boeing KC-767
El Boeing KC-767 és un avió d'abastament en vol i transport estratègic militar desenvolupat a partir del Boeing 767-200ER. Aquest avió cisterna rebé la designació KC-767A en ser elegit en un primer moment per les Forces Aèries dels Estats Units per substituir KC-135E més antics. El desembre del 2003, el contracte fou congelat i més tard cancel·lat a causa d'acusacions de corrupció.
Fou desenvolupat per a les Forces Aèries d'Itàlia i del Japó, cadascuna de les quals n'encarregà quatre unitats. El finançament del desenvolupament de l'aeronau fou proporcionat majoritàriament per Boeing, amb l'esperança d'obtenir comandes importants de la USAF. La proposta revisada d'un KC-767 de Boeing a la USAF fou seleccionada per al programa KC-X el febrer del 2011 amb la designació KC-46.